# Holopogon pulcher
Holopogon pulcher är en tvåvingeart som beskrevs av Samuel Wendell Williston  1901. Holopogon pulcher ingår i släktet Holopogon och familjen rovflugor. Inga underarter finns listade i Catalogue of Life.